# Parafia św. Wawrzyńca w Cynkowie
Parafia św. Wawrzyńca w Cynkowie – parafia rzymskokatolicka, znajdująca się w archidiecezji częstochowskiej, w dekanacie koziegłowskim.